# Lomtjärnarna (Stensele socken, Lappland, 723450-153645)
Lomtjärnarna är en sjö i Storumans kommun i Lappland och ingår i Umeälvens huvudavrinningsområde.